# Sketch Up (programma televisivo)
Sketch Up è stato un programma televisivo comico per ragazzi. La prima serie, di 18 episodi, è stata mandata in onda su Disney XD. Dopo il picco di 2.589 spettatori durante un episodio si è deciso di produrre la seconda stagione.
Gli episodi durano circa venticinque minuti.
Vengono presentati comici tra i 12 e i 20 anni che vogliono sfondare e anche classici della risata in prestito da altri programmi come guest star.

## Comici e momenti ricorrenti
- Patty (Carolina Tomassi): parodia della protagonista de "Il mondo di Patty", viene rifiutata sempre da Romolo. Appare alla fine del programma per cantare Racchia, una parodia della canzone Fiesta. Canta la sigla finale Ho voglia di Sketch Up insieme ai presentatori. Durante la seconda stagione inoltre canta la sigla finale con Kikka Truzza.
- Young Caesar (Giaime Mula), è un ragazzo che canta rap e spesso tra le rime delle sue canzoni aggiunge strofe per prendere in giro Romolo e Matteo; Nella seconda stagione invece compare un po' meno da solo perché c'è Dj Manfro alias Gabriele Manfredi che gli fa da spalla in alcuni duetti.
- Giorgio (Giorgio Pezzoni), l'esploratore della TV selvaggia: ragazzo paffutello che assomiglia a Russel di Up che irrompe tra uno sketch e l'altro per offrire un aiuto ai presentatori.
- Kikka Truzza (Federica Corti) è una ragazza che prende in giro Romolo e Matteo perché secondo lei sono fuori moda. Li chiama spesso mummiosauri o brontosauri, usa spesso anche parole del genere oh santa Britney. Alla fine di ogni puntata tiene delle lezioni che lei chiama Truzzi Lections dove cerca di insegnare a Romolo e Matteo come essere alla moda e canta la canzone La Kikka Truzza cambiano le strofe a seconda della lezione. Il suo personaggio entra a far parte dello show nella seconda stagione.
- David Marmitta (Davide Mazzetti) è un giovane campione della MotoGP interviene spesso con divertenti siparietti all'interno degli sketch della Principessa Rosa e dell'impresario cialtrone.

Anche Romolo e Matteo interpretano un ruolo: nella prima stagione fanno la parodia di una fantomatica edizione estera di Sketch Up (Sketch Up nel mondo, che comprende anche un episodio nella Terra di Mezzo) che cambia di puntata in puntata. Nella seconda sono giudici di un reality, chiamato Sketchup got talent.

## Comici emergenti
- David Marmitta interpretato da Davide Mazzetti ha partecipato alla prima serie del programma interpretando un giovanissimo campione della MotoGP, prima di iniziare i suoi sketch entrava in scena su una minimoto vestito da motociclista, ottenendo buoni riscontri da parte del pubblico.
- La Principessa Rosa interpretata da Sara Matteucci ha partecipato alla prima serie del programma interpretando una giovane principessa in cerca del suo principe azzurro.
- Il rapper di Sketch Up (Giaime Mula): il rapper di Sketch Up, spesso in collaborazione con Gabri Gabra (guest)
- Gaia, la personal trainer: è la personal trainer dei presentatori. Il più delle volte presenta i Maniko Sport (guests).
- TG Sketch Up: presentato dal personaggio di Valeria Badalamenti, la quale mentre lancia i servizi fa dei commenti fuori luogo, credendo di non essere in onda e quindi facendo delle gaffes imbarazzanti. La sua inviata è interpretata da Camilla Cavaliere.
- Giovanni Muciaccia: è imitato da Mattia Fauci, il quale conduce il suo Imitattack(Sketch Up attack nella seconda stagione), un programma su come emulare i miti che si vogliono seguire
- Il mago di Sketch Up (Mattia Boschi): è un mago comico che fa scherzi e prende in giro, con le sue magie, i due presentatori.
- La principessa bischera: una principessa di colore che in realtà parla toscano stretto e attende di essere servita e riverita; non se ne va via se non le si dice che la sua apparizione "visse felice e contenta".
- La farmacista (Emanuela Di Crosta): è la farmacista di Matteo. Perennemente raffreddata, si diverte a infilare nelle mani e nelle magliette dei presentatori i suoi fazzoletti usati.
- Tiziano Di Natale ha partecipato alla prima serie del programma come monologhista (con testi scritti dallo stesso) con buon gradimento del pubblico;

## Guest star

### I guest della prima stagione
- Marco Bazzoni
- Pino e gli Anticorpi
- Gem Boy
- Angelo Pintus
- I Mammut
- Gabri Gabra
- Maniko sport
- Slapsus
- Senso d'oppio
- Paolo Franceschini
- Gianpiero Perone
- Filù

### I guest della seconda stagione
- 1ª puntata: Maniko sport, Paolo Franceschini
- 2ª puntata: Paolo Franceschini, Senso d'oppio
- 3ª puntata: Gianpiero Perone, Senso d'oppio
- 4ª puntata: Senso d'oppio, Gabri Gabra
- 5ª puntata: Gabri Gabra, Maniko sport
- 6ª puntata: Senso d'oppio, Pino e gli anticorpi

### Guest star che hanno ruoli fissi
Nella prima stagione del programma Gianluca Fubelli dei Turbolenti e Paolo Labati sono gli unici personaggi famosi ad avere un ruolo fisso a Sketch up:
Gianluca Fubelli interpreta un impresario cialtrone delle star di Hollywood, Paolo Labati un regista che prende in giro Matteo Leoni e Romolo Guerreri.
Nella seconda, invece, Walter Leonardi interpreta Super Walter, Giaime Mula (rapper) e Kikka Truzza

### Sigla finale
Viene cantata da Patty sulle note delle canzoni de Il mondo di Patty a cui partecipano tutti i comici presenti nella puntata in questione.